# Loi sur la prévention des activités subversives
Lire en ligne

(en + ja) Consulter en ligne

La loi sur la prévention des activités subversives (破壊活動防止法, Hakai Katsudō Hōshi Hō), ou loi n°240 du 21 juillet 1952 (昭和27年7月21日法律第240号, Shōwa nijūnana-nen sichi-gatsu nijūichi-nichi Hōritsu dai nihyakuyonjū gō), souvent abrégée habōhō (破防法) est une loi japonaise du 21 juillet 1952 visant à contrôler et punir les individus coupables d'actions subversives violentes.